# تحالف العدالة الاجتماعية (2014)
تحالف العدالة الاجتماعية - هو تحالف انتخابي يساري في مصر دعت إليه الجمعية الوطنية للتغيير. ونافس في الانتخابات البرلمانية المصرية عام 2015. توسع التحالف ليشمل 27 حزبا وحركة مختلفة. انسحب الحزب الشيوعي المصري وخزب المساواة والتنمية وحزب الكنانة من التحالف.

## الأطراف التابعة
- الجمعية الوطنية للتغيير
- حزب المؤتمر الشعبي الناصري
- حزب الوفاق الوطني
- حزب فرسان مصر[3]
- حزب ثورة مصر
- الحزب الاشتراكي الليبرالي
- حزب الشعب
- حزب الاتحاد الديمقراطي
- الحزب الاجتماعي الدستوري الحر
- حزب مصر المستقبل
- حزب العمل الاشتراكي
- حزب الإنقاذ الثوري[6]
- المجلس القومي المصري
- حركة غرينبيس
- تحالف المصريين بالخارج
- المجلس القومي للشباب[7]
- مؤتمر كبار الناصريين[4]